# Яковлев, Григорий Николаевич
Григо́рий Никола́евич Я́ковлев (1914 — 2004(?)) — советский учёный-радиохимик, участник атомного проекта.

## Биография
Родился 16 (29) декабря 1914 года в Ростове. Окончил биофак ЛГУ. Работал учителем химии в селе Андомский Погост (Прионежье).
Участник войны, старший лейтенант. Демобилизовался в конце 1945 году.
В начале 1946 году поступил в Лабораторию № 2 ЛИПАН.
В апреле 1947 году выделил из урана 17,3 мкг плутония сорбцией диоксидом марганца.
в 1950-е годы зав. радиохимической лабораторией ИАЭ.
С 7 марта 1963 года начальник объекта 120 (радиохимический комплекс) НИИ атомных реакторов (г. Мелекесс, ныне Димитровград). С 12 января 1967 года научный руководитель объекта 120. С 7 июля 1972 года начальник лаборатории Р-6 РХО. 9 июля 1974 года перешёл на работу в НПО «Энергия».
Доктор химических наук (1962), профессор.
С конца 1980-х годов на пенсии.
Умер в Москве не ранее 2004 года.

## Признание
Сталинская премия II степени 1949 года — за исследования по определению констант самопроизвольного деления плутония.
Награждён орденами Трудового Красного Знамени (1949), Отечественной войны II степени (1985).
Автор воспоминаний: Яковлев Г. Н. История первых работ по получению плутония в СССР // Наука и общество : история советского атомного проекта (40—50-е годы) : тр. междунар. симп. ИСАП-96 : в 2 т. Т. 2. М. : ИздАТ, 1999. С. 363.